# Fondation Hind Rajab
La fondation Hind Rajab (FHR) est la branche juridique du mouvement de la marche du 30 mars ; c’est une organisation non-gouvernementale créée en 2024 et basée à Bruxelles en Belgique. Elle se donne pour but de répondre et de renverser ce qu’elle estime être l’impunité d’Israël en ce qui concerne ses crimes de guerre et ses violations des droits humains en Palestine, et plus particulièrement dans la bande de Gaza.
La fondation est nommée en mémoire d’Hind Rajab, une Palestinienne de cinq ans de la bande de Gaza, tuée lors de l’invasion de Gaza par l’armée israélienne, qui a aussi tué six membres de sa famille. Deux personnels soignants sont morts en essayant de la secourir,,.

## Direction
La fondation est dirigée par Dyab Abou Jahjah et Karim Hassoun. Abou Jahjah est un militant politique et écrivain belgo-libanais. Il est le fondateur et ancien dirigeant de la ligue arabe européenne (LAE), un mouvement panarabe qui défend les intérêts des migrants musulmans en Europe. Hassoun est aussi un militant belgo-libanais qui fait partie de la direction de la LAE depuis 2005.
Interviewé en janvier 2025 par Amy Goodman de Democracy Now!, qui lui demande comment la FHR compare ses activités à celle du centre Simon Wiesenthal ; Abou Jahjah a répondu « Le centre Simon Wiesenthal est quelque chose — je veux dire, ça rend humble de se comparer à eux. Ils ont fait un travail énorme dans la chasse aux nazis après la Shoah, ce qui a été essentiel pour défendre les principes que nous essayons de défendre aujourd’hui…. nous sommes totalement comme eux. Nous agissons de la même manière. Nous pensons de la même manière ».

## Activités

### Plaintes contre des soldats et des dirigeants israéliens
En octobre 2024, la FHR a déposé une plainte à la Cour pénale internationale, demandant la délivrance rapide de mandats d’arrêt à l’encontre du premier ministre Benjamin Netanyahou et du ministre de la Défense Yoav Gallant, les rendant responsables de crimes à Gaza, ainsi que de la totalité du 749e bataillon de génie de combat de l’armée israélienne. Selon le juriste de l’association, Haroun Raza, le but est que « tous ceux qui sont responsables directement ou indirectement responsables du génocide ou de crimes de guerre soient poursuivis et éventuellement incarcérés ». En janvier 2025, la FHR a identifié 1000 soldats israéliens, et fourni un dossier étayé à la CPI, tout en poursuivant ces soldats dans plusieurs pays, dont l’Argentine, la Belgique, le Brésil, Chypre, la France, les Pays-Bas, le Sri Lanka, la Thaïlande et le Royaume-Uni.
Le 14 février, des plaintes concernant 100 soldats israéliens sont déposées dans 14 pays dotés de la compétence universelle : l’Allemagne, l’Argentine, l’Autriche, la Belgique, le Brésil, le Chili, Chypre, l’Espagne, l’Italie, les Pays-Bas, la Serbie, le Sri Lanka, la Suède et la Thaïlande.

#### Brésil
En janvier 2025, la FHR a déposé une plainte contre le soldat israélien Yuval Vagdani, alors en vacances au Brésil. La FHR l’accuse de démolition de logements à Gaza en-dehors d’opérations de combat,,.
Face au danger d’une arrestation, Vagdani a pris la fuite pour l’Argentine avec l’aide du ministère des Affaires étrangères israélien, qui l’aida à quitter rapidement et facilement le pays,. La FHR a également déposé plainte contre lui en Argentine. Après sa fuite d’Argentine, Vagdani s’est dit être surpris « Ils ont écrit 500 pages sur une maison ; ils pensent que j’ai assassiné des milliers d’enfants et Dieu sait quoi ».

#### Argentine
Le 2 janvier 2025, la FHR a déposé plainte en Argentine contre le lieutenant Amit Nechmya, un chef de peloton du bataillon Rotem, de la brigade Guivati, l’accusant, lui et son peloton, d’utiliser les prisonniers comme des boucliers humains, de pillage, et de déplacement forcé de civils à Gaza. Les autorités brésiliennes ont entamé une procédure contre Nechmya après que la FHR ait déposé plainte. Lui aussi a fui le Brésil pour éviter une arrestation.

#### Belgique
En décembre 2024, la FHR a déposé plainte en Belgique contre le colonel Moshe Tetro, attaché militaire israélien à Bruxelles, en raison de ses responsabilités dans la politique de famine à Gaza et pour des attaques d’hôpitaux,.
Le ministre israélien de la Diaspora, Amichai Chikli a annulé une visite au parlement européen à Bruxelles en janvier 2025 à cause de poursuites engagées par la FHR. Le bureau du premier ministre israélien invoque des « avertissements précis sur des menaces » de ses agences de sécurité. Chikli, responsable de la lutte contre l’antisémitisme, déclare que Bruxelles est devenue une ville dangereuse pour les juifs et les Israéliens. HRF l’a accusé de fuir ses responsabilités en annulant son voyage pour éviter une éventuelle arrestation pour crimes de guerre et non pour des raisons de sécurité. Le gouvernement belge indique que Chikli n’était pas couvert par l’immunité diplomatique car il devait faire son voyage à titre privé et qu’il pouvait éventuellement être arrêté.
Le 23 juillet 2025, deux soldats de la brigade Guivati, dont un lieutenant du génie, sont arrêtés alors qu'ils participaient au festival Tomorrowland à Anvers. La plainte à l'origine de l'arrestation a été déposée par la FHR et le Global Legal Action Network, pour atteintes graves au droit international. Après avoir été interrogés par la police, ils ont été relâchés.

#### Chili
En décembre 2024, la FHR a déposé plainte au Chili contre Saar Hirshoren, un soldat israélien et membre du bataillon du génie de combat, invoquant une implication dans le génocide, des crimes de guerre et des crimes contre l’humanité à Gaza. La FHR s’appuie sur l’adhésion au Statut de Rome et les lois chiliennes qui sanctionnent ces crimes. Le procureur chilien a ouvert une procédure. Hugo Gutiérrez, conseiller juridique de FHR, souligne la responsabilité du Chili d’agir en accord avec le droit international. Le procureur local cite des preuves filmées sur le compte Instagram du soldat en question montrant sa participation à la destruction d’infrastructures civiles à Gaza, et son rôle dans « la démolition délibérée de quartiers, sites culturels et équipements essentiels ».

#### Chypre
En novembre 2024, un procureur chypriote poursuit un soldat réserviste israélien après le dépôt d’une plainte par la fondation. La fondation fournissait comme preuve une vidéo où le soldat en question brûlait une maison de civils en commentant : « Nous ne nous arrêterons pas avant d’avoir brûlé tout Gaza ». Israël a demandé à cet officier de fuir et l’a aidé pour cela.

#### Émirats arabes unis
Début octobre 2025, la FHR informe les Émirats arabes unis de la présence sur son territoire de Elias Gibs, soldat israélo-américain, lui demandant de l’arrêter, estimant qu’il est impliqué dans le meurtre d’au moins 120 civils à Gaza.

#### Équateur
La fondation Hind Rajab a déposé plainte en Équateur contre le soldat israélo-équatorien Sahar Enrique Cohen pour sa participation aux crimes de guerre à Gaza, dont l’assaut de l'hôpital Al-Shifa du 18 mars 2024.

#### Espagne
Le sergent israélien Mori Keisar de la brigade Guivati est accusé de crimes de guerre en Espagne par une plainte déposée par la FHR à Barcelone. La FHR exige une enquête et son arrestation en vertu des traités internationaux et des lois espagnoles, dont la convention de Genève et le statut de Rome. Keisar est accusé de génocide, de crimes contre l’humanité et de crimes de guerre à Gaza, commis entre janvier et mars 2024. Les actes incriminés sont l’usage militaire de bâtiments civils, l’attaque d’écoles de l’ONU au lance-grenades, la démolition de logements civils à Khan Younès, et le déplacement forcé de milliers de Gazaoui. La plainte vise aussi d’autres membres du même peloton, accusés de violences systématiques sous le commandement du lieutenant Osher Bitao,.

#### Italie
La FHR a exigé des autorités italiennes l’arrestation du général Ghassan Alian, chef du COGAT (Coordinateur des activités gouvernementales dans les territoires (occupés)), l’accusant de génocide et de crimes de guerre. Le général était alors en visite à Rome. La demande a été déposée à la CPI et aux autorités italiennes. La FHR l’accuse notamment du blocus de Gaza après octobre 2023, utilisant ainsi la famine comme arme de guerre en coupant l’arrivée d’eau potable, de ravitaillement et de fournitures médicales, ainsi que de prendre les hôpitaux et les infrastructures civiles pour cibles. L’Italie nie sa participation à la délégation accompagnant le ministre des Affaires étrangères Gideon Saar ; Israël affirme que Ghassan Alian a fait son voyage séparément,. La rapportrice spéciale des Nations unies, Francesca Albanese, écrit sur X (ex-Twitter) en soutien aux efforts de la FHR pour que Alian réponde des crimes dont on l’accuse. À propos de son départ imminent d’Italie, elle relève le besoin d’un réseau judiciaire mondial plus fort pour rapidement arrêter les suspects de crimes relevant du droit international,,.

#### Pays-Bas
Après les émeutes de novembre 2024 à Amsterdam, la FHR a déposé plainte contre les supporters du Maccabi Tel Aviv FC pour avoir chanté des slogans appelant au génocide comme « il n’y a pas d’école à Gaza parce qu’il n’y reste pas d’enfants » que la fondation décrit comme une rhétorique génocidaire et une incitation,. La FHR a aussi déposé plainte pour vandalisme, y incluant les dégradations contre des symboles palestiniens comme les drapeaux et les violences contre des citoyens,.
Elle a également déposé plainte aux Pays-Bas contre Yehuda Tsfa, Yotam Shmuelevich et Liran Magal, trois soldats israéliens, après leur arrivée aux Pays-Bas le 29 novembre 2025.

#### Royaume-Uni
En novembre 2024, la fondation Hind Rajab a demandé à la police britannique d’enquêter sur Along Elgali, PDG de Meshek Afar, pour la destruction de propriétés civiles à Gaza. La société Meshek Afar est sous-traitante de l’armée israélienne pour les démolitions,.
En avril 2025, la fondation Hind Rajab, en collaboration avec le Centre International de Justice pour les Palestiniens et le Global Legal Action Network, a écrit au procureur général du Royaume-Uni pour demander un mandat d'arrêt contre le ministre israélien des Affaires étrangères Gideon Sa'ar. Cela a eu lieu après que Sa'ar a rencontré le ministre britannique des Affaires étrangères David Lammy à Londres. La demande affirme que Sa'ar est responsable de l'attaque contre l'hôpital Kamal Adouan (en) et de la détention de Hussam Abu Safiya,. Le procureur général britannique a rejeté la demande.

#### Sri Lanka
En décembre 2024, la FHR a déposé plainte contre Gal Ferenbook, un militaire de carrière de l’armée israélienne, en vacances au Sri Lanka, en s’appuyant sur ses messages dans les réseaux sociaux sur ses crimes de guerre. La FHR a averti la CPI et Interpol, et appela le gouvernement du Sri Lanka à l’arrêter pour le meurtre de civils palestiniens à Gaza. Après une intervention d’Israël, Ferenbook a pu quitter le Sri Lanka.

#### Suède
En janvier 2025, la FHR a déposé plainte en Suède contre Boaz Ben David, un tireur d’élite du 932e bataillon de la brigade Nahal, pour crimes de guerre, crimes contre l'humanité et génocide durant la guerre à Gaza. Elle l’accuse d’avoir tiré volontairement sur des civils, de destruction de logements, d’attaque sur des installations médicales, et de défendre les meurtres de masse et l’expulsion des Palestiniens. Les preuves fournies sont des messages sur les réseaux sociaux, des témoignages, des rapports de journalistes, et la documentation de l’ONU,.

#### Thaïlande
En décembre 2024, la FHR a formellement demandé aux autorités thaïlandaises d’emprisonner Omri Nir, un soldat israélien accusé de crimes de guerre, dont la destruction d’habitations à Gaza et de l’utilisation militaire d’une école.

#### Pérou
En mai 2025, la HRF a déposé une plainte légale au Pérou, entraînant l'ouverture d'une enquête pénale contre un ressortissant israélien accusé de participation au génocide à Gaza. La plainte a été soumise par Julio César Arbizu González, avocat péruvien renommé en droits humains et conseiller juridique de la Fondation. L'individu visé par l'enquête aurait servi comme soldat du génie de combat dans l'armée israélienne et serait impliqué directement dans la destruction systématique de quartiers civils dans la bande de Gaza lors de l'offensive militaire de 2023–2024. Son nom n’a pas été rendu public, bien que la Fondation ait publié une image et une vidéo censées le représenter

## Réactions

### Analyse de l’activité
L’institut de recherche NGO Monitor analyse le fonctionnement des organisations non-gouvernementales, spécialement celles qui interviennent dans le conflit israélo-arabe. Il relève que la fondation ne donne aucune information sur son financement ni sur ses dépenses. Elle relève également les déclarations controversées et l’entraînement militaire des créateurs de la fondation.

### En Israël
Israël aide ses ressortissants menacés à fuir (voir plus haut). Le gouvernement publie également un guide de vacances pour ses soldats afin de les aider à éviter les arrestations ; ce guide conseille de ne pas poster sur Internet des vidéos qui pourraient constituer des preuves. Début janvier, alors que l’État d’Israël avait déjà dû rapatrier d’urgence 12 soldats poursuivis, une réunion d’urgence s’est tenue entre ministres concernés, et la commission Affaires étrangères et Sécurité de la Knesset s’est aussi réunie. Deux listes de pays à risque ont été publiées : l’Espagne, l’Irlande, le Brésil, la Belgique et l’Afrique du Sud, comme particulièrement dangereux ; et le Maroc, la France, la Norvège, Chypre, le Sri Lanka, la Hollande, le Brésil, la Thaïlande, l’Irlande, la Serbie, car des actions judiciaires ont déjà été entreprises à l’encontre de soldats israéliens.
Début 2025, après l’annonce de l’enquête brésilienne sur un soldat israélien en voyage dans le pays, Abou Jahjah est menacé sur X par Amichai Chikli qui écrit « Bonjour à notre militant des droits de l’homme. Surveille ton pager », qui est une référence à l’attaque des pagers du Hezbollah,. Le chef de l’opposition israélienne, Yaïr Lapid, critique le gouvernement israélien après le départ précipité d'un soldat israélien qui s'empresse de quitter le Brésil. Il considère que cette fuite constitue un échec diplomatique, et déplore le manque d’actions de communication qui auraient permis de prévenir ce genre de désagréments. Il critique aussi le manque de protections légales qui laisse les soldats israéliens sous la menace d’une arrestation. Il demande une enquête et des actions diplomatiques plus fortes pour prévenir de tels incidents. Le ministre israélien des Affaires étrangères, Gideon Saar, répond que « ce dont nous sommes témoins, c’est une campagne systématique et antisémite destinée à nier le droit d’Israël à l’auto-défense. D’innombrables acteurs internationaux et de nombreux pays en sont complices ».
En réponse aux efforts de FRH, l’armée israélienne annonce en janvier 2025 qu’elle n’identifiera plus ses unités dans sa communication.
Moms Up (en anglais : Mamans debout), une association de mères représentant leurs enfants soldats écrit au premier ministre israélien et au chef d’état-major de l’armée israélienne après la fuite d’un soldat du Brésil que « Nous vous voyons comme le seul responsable de la suppression du risque légal pour nos enfants ».
Selon le ministre des Affaires de la Diaspora, Amichai Chikli, cité par le Jerusalem Post, l’un des créateurs de la fondation Dyab Abou Jahjah serait menteur, pro-terrorisme, homophobe et négationniste ; d’autres institutions israéliennes avancent qu’il entretiendrait des relations suivies avec le Hezbollah et l'état iranien. Le 29 janvier, le journal Haaretz annonçait que la FRH a déposé plainte au pénal contre ce ministre pour menace, s’appuyant sur le message concernant le pager. Amichai Chikli annule un voyage à Bruxelles, craignant une arrestation.